# Бенуа де ля данс
Benois de la Danse — ежегодный балетный фестиваль, основанный Международной ассоциацией деятелей хореографии в День танца, 29 апреля 1991 года. Первоначально задумывался как балетный гала-концерт, в котором были бы представлены лучшие мировые постановки и собраны вместе лучшие представители различных балетных школ и современных направлений. Осенью 1992 года приобрёл поддержку ЮНЕСКО.

## История премии
Приз и фестиваль «Бенуа танца» были названы в честь художника Александра Бенуа. В 1992 году внучатый племянник Александра Бенуа, французский архитектор Игорь Устинов, создал статуэтку, вручаемую победителям в качестве премии.
В состав жюри премии входят выдающиеся артисты балета, балетмейстеры и деятели хореографии из разных стран. Бессменным председателем жюри является балетмейстер Юрий Григорович. Премия даётся в номинациях «лучшая балерина», «лучший танцовщик» и «лучший хореограф». Также по решению жюри даётся премия «За жизнь в искусстве» (фр. Prix récompensant toute une carrière) и, в исключительных случаях, — лучшему композитору и лучшему сценографу. Кроме статуэтки, которая является призом для лауреатов, жюри отмечает всех соискателей приза дипломами.
С развитием ежегодного проекта фестиваль приобрёл социальную сторону: часть средств предназначалась для оказания материальной поддержки ветеранам балета. В 1996 году фестиваль был включён в программу ЮНЕСКО «Всемирное десятилетие культуры».
В 2002 году российское Министерство культуры включило проект в федеральную программу «Культурное наследие России», но в 2009 году прекратило финансирование проекта.
Первый гала-концерт состоялся в Москве, на сцене Большого театра в Международный день танца, 29 апреля 1992 года, и устраивался там ежегодно до 1995 года, когда Григорович был уволен из театра. 29 апреля 1996 года Benois de la dance состоялся в Париже под патронажем ЮНЕСКО. На следующий 1997 год — на сцене Национального театра Варшавы, в 1998 году вернулся в Москву и прошёл в Кремлёвском дворце съездов. В 1999 году состоялся на сцене Берлинской оперы, в 2000-м году — на сцене Штутгартской оперы, последующие годы[уточнить] вновь проходил в Москве, в Большом театре и потерял привязку ко Дню танца.
После того как в 2004 году в программу фестиваля вошёл гала-концерт «Звёзды Бенуа де ла Данс — лауреаты разных лет», фестиваль стал проводиться в течение двух вечеров.
В 2012 году, после окончания реконструкции Большого театра, он вновь после долгого перерыва вернулся на сцену, где начинался двадцать лет назад. Вплоть до 2014 года церемонию награждения лауреатов традиционно проводил Святослав Бэлза.

## Члены жюри и лауреаты премии
| Год  | Члены жюри | Балетмейстеры | Балерины | Танцовщики | «За жизнь в искусстве»                        | Композиторы                                                                       | Сценографы |
| ---- | --- | --- | --- | --- | --------------------------------------------- | --------------------------------------------------------------------------------- | --- |
| 1992 | Юрий Григорович, Джон Ноймайер, Рудольф Нуреев, Кирстен Ралов, Галина Уланова, Карла Фраччи, Иветт Шовире                                                                     | Джон Ноймайер, «Окно в мир Моцарта» (Гамбургский балет) | Надежда Грачёва | Хулио Бокка Александр Кёльпин |                                               |                                                                                   | |
| 1993 | Юрий Григорович, Марика Безобразова, Клод Бесси, Микаэль Денар, Надя Нерина, Хельги Томассон, Галина Уланова                                                                  | Иржи Килиан, «Как будто этого не было» (музыка Лукаса Фосса, Нидерландский театр танца) | Изабель Герен (Никия, «Баядерка» в ред. Рудольфа Нуреева, Парижская опера) | Андрей Уваров (принц Зигфрид, «Лебединое озеро»; Ромео, «Ромео и Джульетта» Юрия Григоровича, Большой театр) |                                               |                                                                                   | |
| 1994 | Юрий Григорович, Фрэнк Андерсен, Роберт Барнет (Robert Barnett), Руди ван Данциг, Гилен Тесмар, Галина Уланова, Хайнц Шпёрли                                                  | Ролан Пети, «Отто Дикс» (Берлинская государственная опера) | Сильви Гиллем («Херман-Шмерман» Уильяма Форсайта, Королевский балет) | Сергей Филин (Принц Дезире, «Спящая Красавица» в ред. Юрия Григоровича, Большой театр) |                                               |                                                                                   | |
| 1995 | Юрий Григорович, Сирил Атанасоф, Констанс Вернон, Александр Грант, Дорис Лайне, Бен Стивенсон, Галина Уланова                                                                 | Анжелен Прельжокаж, «Парк» (музыка В.-А. Моцарта, Парижская опера) | Галина Степаненко (Китри, «Дон Кихот» в ред. Юрия Григоровича, Большой театр) Доминик Кальфуни («Леопард» Ролана Пети, Марсельский балет) | Николя Ле Риш (Фабрицио, «Леопард» Ролана Пети, Марсельский балет) |                                               |                                                                                   | |
| 1996 | Юрий Григорович, Софья Головкина, Шарль Жюд, Надя Нерина, Джон Ноймайер, Джон Тарас, Питер Шауфус                                                                             | Валентин Елизарьев, «Страсти (Рогнеда)» (музыка А. Мдивани, Большой театр оперы и балета Республики Беларусь) | Диана Вишнёва (Китри, «Дон Кихот» в ред. Александра Горского, Мариинский театр) | Ирек Мухамедов (Мистер Вайс, «Вордли Вайс» Твайлы Тарп, Королевский балет) Владимир Деревянко (Жюльен Сорель, «Красное и Чёрное» Уве Шольца, Дрезденский балет) |                                               | Йоргос Курупос, «Одиссей» (хореография Джона Ноймайера, Гамбургский балет)        | |
| 1997 | Юрий Григорович, Эмиль Весоловский, Жан Гизерикс, Дитмар Зейферт (Dietmar Seyffert), Ирина Колпакова, Франсия Рассел, Эльза Марианна фон Розен                                | | Ульяна Лопаткина (Медора, «Корсар» в ред. Петра Гусева, Мариинский театр) | Грегор Зейферт (Войцек, «Франц Войцек» Биргит Шерцер, Комише Опер) Фарух Рузиматов (Гойя, «Гойя-Дивертисмент» Хосе Антонио, Мариинский театр) |                                               |                                                                                   | |
| 1998 | Юрий Григорович, Руди ван Данциг, Джон Макфолл, Андрей Петров, Ноэлла Понтуа, Анна-Мария Прина, Уве Шольц                                                                     | Каролин Карлсон, «Знаки» (музыка Рене Обри, Парижская опера) Давид Бомбана, «Мечта» (музыка Сингера, Баварская государственная опера) | Мари-Клод Пьетрагалла («Знаки» Каролин Карлсон, Парижская опера) Юлия Махалина (Мехменэ-Бану, «Легенда о любви» Юрия Григоровича, Мариинский театр) | Мануэль Легри (Фредери, «Арлезианка» Ролана Пети, Парижская опера) Владимир Малахов («Нотации I—IV» Уве Шольца, Штутгартский балет) |                                               |                                                                                   | Оливье Дебре, «Знаки» (хореография Каролин Карлсон, Парижская опера) |
| 1999 | Юрий Григорович, Патрис Барт, Марика Безобразова, Михаил Лавровский, Мари-Клод Пьетрагала, Ракель Россетти (Raquel Rossetti), Анна-Мария Холмс                                | Иржи Килиан, «В единственном роде» (музыка Б. Дина, Джезуальдо да Веноза, Д. Хайкса, Бенджамина Бриттена, Джона Кейджа и др., Нидерландский театр танца) | Элизабет Платель (Диана, «Сильвия» Джона Ноймайера, Парижская опера) Сю Джин Кан (Маргарита Готье, «Дама с камелиями» Джона Ноймайера, Штутгартский балет) | Николай Цискаридзе (Жан де Бриен, «Раймонда» в ред. Юрия Григоровича, Большой театр) |                                               |                                                                                   | |
| 2000 | Юрий Григорович, Жан-Альбер Картье* (Jean-Albert Cartier), Лойпа Араухо, Биргит Кайль, Карен Кейн, Кевин Маккензи, Людмила Семеняка, Хайнц Шпёрли                             | Начо Дуато, «Формы тишины и пустоты» (музыка И.-С. Баха, Национальный театр танца Испании) | Джули Кент («Другие танцы» Джерома Роббинса, Американский театр балета) Алессандра Ферри (Анастасия, «Анастасия» Кеннета Макмиллана, Американский театр балета) | Жан-Гийом Бар (Аполлон, «Аполлон» Джорджа Баланчина, Парижская опера) Анхель Корейя («Другие танцы» Джерома Роббинса, Американский театр балета) | Алисия Алонсо                                 |                                                                                   | Джаффар аль-Халаби (англ. Jaffar el Halabi), «Формы тишины и пустоты» (хореография Начо Дуато, Национальный театр танца Испании)                                                                                                 |
| 2002 | Юрий Григорович, Джон Ноймайер*, Алтынай Асылмуратова, Давиде Бомбана, Каролин Карлсон, Александр Кёльпин, Анжелен Прельжокаж, Тур ван Шайк                                   | Уильям Форсайт, «Фраза Вирджинии Вульф» (музыка Эккехарда Эхлера, С. Мейснера и Тома Виллемса, Балет Франкфурта) | Орели Дюпон (Титания, «Сон в летнюю ночь» Джона Ноймайера; Никия, «Баядерка» в ред. Рудольфа Нуреева, Парижская опера) Анастасия Волочкова(Одетта и Одиллия, «Лебединое озеро» Юрия Григоровича, Большой театр)                                                                           | Джеффри Геродиас (хореография Алонзо Кинга, Американский театр танца Алвина Эйли) Иржи Бубеничек (Jiří Bubeníček) (Арман Дюваль, «Дама с камелиями» Джона Ноймайера, Гамбургский балет) | Руди ван Данциг                               |                                                                                   | Юрген Розе |
| 2003 | Юрий Григорович, Надя Веселова-Тенсер, Роберт Денверс (Robert Denvers), Су Ким Го, Марина Кондратьева, Брижитт Лефевр, Иван Лишка, Микко Ниссинен, Виктор Ульяте              | Эдуар Лок, «АндреОрия» (музыка Д. Ланга, Парижская опера) Дэвид Доусон, «Серая зона» (музыка Н. Ланца, Голландский национальный балет) | Лючия Лакарра (Татьяна, «Онегин» Джона Кранко, Баварский балет) | Лукаш Славицки (Жан де Бриен, «Раймонда» в ред. Рэя Барра, Баварский балет) | Марина Семёнова Морис Бежар Михаил Барышников |                                                                                   | |
| 2004 | Юрий Григорович, Тед Брандсен, Синтия Грегори, Синь Лили, Фредерик Оливьери (фр. Frédéric Olivieri), Алла Осипенко, Матц Скуг, Элен Трайлин                                   | Пол Лайтфут, Соль Леон, «Выход из игры» (музыка Филипа Гласса, Нидерландский театр танца) | Алина Кожокару (Золушка, «Золушка» Фредерика Аштона, Королевский балет) | Ллойд Риггинс (Густав фон Ашенбах, «Смерть в Венеции» Джона Ноймайера, театр Баден-Бадена) Лоран Илер («Песни странствующего подмастерья» Мориса Бежара, Парижская опера) |                                               |                                                                                   | |
| 2005 | Юрий Григорович, Вячеслав Гордеев, Стивен Джеффрис (Stephen Jefferies), Ева Евдокимова, Владимир Малахов, Мадлен Онне, Элизабет Платель, Марсия Хайде                         | Алексей Ратманский, «Анна Каренина» (музыка Родиона Щедрина, Датский королевский балет) | Светлана Захарова (Ипполита/Титания, «Сон в летнюю ночь» Джона Ноймайера, Большой театр) Мари-Агнес Жилло («Знаки» Каролин Карлсон, Парижская опера) | Матьё Ганьо (Джеймс, «Сильфида» Пьера Лакотта, Парижская опера) | Ханс ван Манен Триша Браун                    |                                                                                   | |
| 2006 | Юрий Григорович, Сергей Викулов, Доминик Кальфуни, Ана Лагуна, Виктория Морган (Victoria Morgan), Ирек Мухамедов, Цой Тхе-чжи, Дьюла Харангозо                                | Борис Эйфман, «Анна Каренина» (музыка Петра Чайковского, Театр балета Бориса Эйфмана) | Екатерина Кондаурова (Зарема, «Бахчисарайский фонтан» Ростислава Захарова, Мариинский театр) Ким Чжу-Вон (Медора, «Корсар» в ред. Константина Сергеева, Корейский национальный балет) | Ди Ванг («Побудь со мной, погляди на меня», хореография Ли Ису и Ди Уонга) Леонид Сарафанов (граф Альберт, «Жизель», Венская опера) | Матс Эк                                       |                                                                                   | |
| 2007 | Юрий Григорович, Маурисио Вайнрот, Грегор Зейферт, Ханс ван Манен, Манюэль Легри, Эдуард Лок, Уэйн Макгрегор, Николай Цискаридзе                                              | Мартин Шлепфер, «Струнный квартет» (музыка Витольда Лютославского, Балет Майнца) | Аньес Летестю (Тень, «Миражи» Сержа Лифаря, Парижская опера) Светлана Лунькина (Маша, «Щелкунчик» Юрия Григоровича, Большой театр) | Эрве Моро (Арман Дюваль, «Дама с камелиями» Джона Ноймайера, Парижская опера) | Лоран Илер                                    |                                                                                   | Карлос Гальярдо, «Буря» (хореограф Маурисио Вайнрот, Современный балет театра Сен-Мартин) |
| 2008 | Юрий Григорович, Лойпа Араухо, Хулио Бокка, Асами Маки (Asami Maki), Уильям Уайтнер (William Whitener), Алессандра Ферри, Борис Эйфман                                        | Жан-Кристоф Майо, «Фауст» (музыка Ференца Листа, Балет Монте-Карло) | Тамара Рохо (pas de deux из балета «Эсмеральда», хор. Мариуса Петипа; Кармен, «Кармен» Ролана Пети, Неаполь) Сильвия Аццони (Русалочка, «Русалочка» Джона Ноймайера, Гамбургский балет)                                                                                                   | Марсело Гомес (С to С Йормы Эло; Отелло, «Отелло» Лара Любовича, Американский театр балета) Карлос Акоста (Спартак, «Спартак» Юрия Григоровича, Большой театр) | Фернандо Алонсо                               |                                                                                   | |
| 2009 | Юрий Григорович, Кэтрин Беннетс (англ. Kathryn Bennetts), Клод Бесси, Марина Леонова, Дэвид Макалистер, Виктор Ульяте, Бэрри Хьюсон (Barry Hughson)                           | Уэйн Макгрегор, «Инфра» (музыка Макса Рихтера, Королевский балет) Хосе Мартинеc, «Дети райка» (музыка Марка-Оливье Дюпена, Парижская национальная опера) | Наталья Осипова (главные партии в балетах «Жизель», «Корсар», «Сильфида», «Пламя Парижа», Большой театр) Кирсти Мартин (Манон, «Манон» Кеннета Макмиллана, Австралийский балет) | Иван Васильев (Конрад, «Корсар» Алексея Ратманского и Юрия Бурлаки; Филипп, «Пламя Парижа» Алексея Ратманского, Большой театр) Хоакин де Луc (Блудный сын, «Блудный сын» Джорджа Баланчина, Нью-Йорк сити балет) |                                               |                                                                                   | |
| 2010 | Юрий Григорович, Кеннет Грив, Микаэль Денар, Уэйн Иглинг, Биргит Кайль, Ульяна Лопаткина, Линда Шелтон (Linda Shelton), Хайнц Шпёрли                                          | | Элен Буше (Эвридика, «Орфей» Джона Ноймайера, Гамбургский балет) | Дэвид Холберг (граф Альберт, «Жизель» в ред. Кевина Маккензи, Американский театр балета) Тьяго Бордин (Арман Дюваль, «Дама с камелиями» Джона Ноймайера, Гамбургский балет) | Питер Фармер Охад Нахарин                     |                                                                                   | |
| 2011 | Юрий Григорович, Хосе Антонио (José Antonio), Давиде Бомбана, Фэн Ин (Китай), Филип Коэн (Philippe Cohen), Кшиштоф Пастор, Педро Пабло Пенья (Pedro Pablo Peña), Сергей Филин | Йорма Эло, «Сон в летнюю ночь» (музыка Феликса Мендельсона, Венская государственная опера); «Затачивая до остроты» (музыка Генриха Бибера и Антонио Вивальди, Музыкальный театр им. Станиславского и Немировича-Данченко) Сиди Ларби Шеркауи, Дамьен Жале, «Вавилонская башня (Слова)», (танцевальная компания «Человек с Востока») | Бернис Коппьетерс (Шехеразада, «Шехеразада» Жана-Кристофа Майо, Балет Монте-Карло) Чжу Янь (Девушка, Outrenoire Иржи Бубеничека, Китайский национальный балет) | Фернандо Ромеро (Данте, «Где любовь встречается со смертью», хореография Фернандо Ромеро, Театр Лопе де Вега, Севилья) Роландо Сарабиа (Базиль, «Дон Кихот» в ред. Хорхе Техейра, Кубинский классический балет, Майями) Семён Чудин (Феб, «Эсмеральда» Владимира Бурмейстера; «Затачивая до остроты» Йормы Эло; «Маленькая смерть» Иржи Килиана, Музыкальный театр им. Станиславского и Немировича-Данченко) | Тур ван Шайк                                  |                                                                                   | |
| 2012 | Юрий Григорович, Джон Ноймайер*, Алтынай Асылмуратова, Лоран Илер, Манюэль Легри, Алессандра Ферри, Ким Чжу-вон, Йорма Эло                                                    | Лар Любович, «Вариации кризиса» (музыка Е. Шарлата, Танцевальная компания Лара Любовича) | Алина Кожокару (Жюли, «Лилиом» Джона Ноймайера, Гамбургский балет) | Карстен Юнг («Лилиом» Джона Ноймайера, Гамбургский балет) Матиас Эйман (Заэль, «Ручей», Парижская национальная опера) | Пьер Лакотт                                   | Мишель Легран, «Лилиом» (хореография Джона Ноймайера, Гамбургский балет)          | |
| 2013 | Юрий Григорович, Тед Брандсен, Дэвид Доусон, Марина Кондратьева, Иван Лишка, Тамара Рохо, Хельги Томассон, Николай Хьюббе                                                     | Ханс ван Манен, «Вариации для двух пар» (музыка Бенджамина Бриттена, Э. Раутаваара, С. Ковач Тикмайера и Астора Пьяцоллы, Голландский национальный балет) Кристофер Уилдон, «Золушка» (музыка Сергея Прокофьева, Голландский национальный балет)                                                                                    | Ольга Смирнова (Никия, «Баядерка» в ред. Юрия Григоровича; Аспиччия, «Дочь фараона» Пьера Лакотта; Анастасия, «Иван Грозный» Юрия Григоровича; «Бриллианты» Джорджа Баланчина, Большой театр)                                                                                             | Албан Лендорф (Арман Дюваль, «Дама с камелиями» Джона Ноймайера, Датский королевский балет) Вадим Мунтагиров (Принц Дезире, «Спящая красавица» в ред. Кеннета Макмиллана, Английский национальный балет) |                                               |                                                                                   | |
| 2014 | Юрий Григорович, Беверли Д’Анн (англ. Beverly D’Anne), Габриэла Комлева, Ана Лагуна, Аньес Летестю, Мадлен Онне, Лидия Сеньи, Карла Фраччи                                    | Алексей Ратманский, Трилогия на музыку Дмитрия Шостаковича, «Буря» (музыка Яна Сибелиуса, Американский театр балета) | Марико Кида (англ. Mariko Kida) (Джульетта, «Джульетта и Ромео» Матса Эка, Шведский королевский балет) Полина Семионова («Партита Баха» Твайлы Тарп; «Тема с вариациями» Джорджа Баланчина; «Сильфиды» Михаила Фокина; «Девятая симфония» Алексея Ратманского, Американский театр балета) | Герман Корнехо (Аминта, «Сильвия» Фредерика Аштона; Калибан, «Буря»; «Девятая симфония» Алексея Ратманского; «Шери» М. Кларк, Американский театр балета) | Брижитт Лефевр                                |                                                                                   | |
| 2015 | Юрий Григорович, Луиджи Бонино, Александр Ветров, Ингрид Лоренцен, Владимир Малахов, Кевин О’Хара, Десмонд Ричардсон                                                          | Кристофер Уилдон, «Зимняя сказка» (музыка Джоби Толбота, Королевский балет) | Светлана Захарова (Маргарита Готье, «Дама с камелиями» Джона Ноймайера; Мехмене-Бану, «Легенда о любви» Юрия Григоровича, Большой театр) | Эдуард Уотсон (Леонт, «Зимняя сказка» Кристофера Уилдона, Королевский балет) | Сильви Гиллем                                 | Джоби Толбот, «Зимняя сказка» (хореография Кристофера Уилдона, Королевский балет) | Джон Макферлейн (John Macfarlane) «Колибри» (музыка Филипа Гласса, хореография Лиама Скарлетта, Балет Сан-Франциско) |
| 2016 | Юрий Григорович, Мари-Аньес Жилло, Жозе Мартинез, Иоганнес Охман (Johannes Öhman), Сяо Сухуа (Xiao Suhua), Элизабетта Терабюст, Юрий Фатеев, Линда Шелтон (Linda Shelton)     | Йохан Ингер, «Кармен» (музыка Жоржа Бизе и Родиона Щедрина, Национальный театр танца Испании), «Один к одному» (музыка Франца Шуберта, Нидерландский театр танца) Юрий Посохов, «Герой нашего времени» (музыка Ильи Демуцкого, Большой театр)                                                                                       | Алисия Аматриан (Бланш Дюбуа, «Трамвай „Желание“» Джона Ноймайера; «История солдата» Демиса Вольпи, Штутгартский балет) Ханна О’Нил (Пахита, «Пахита» Пьера Лакотта, Парижская опера) | Ким Кимин (Солор, «Баядерка» в ред. Рудольфа Нуреева, Парижская опера; Золотой раб, «Шехеразада» Михаила Фокина, Мариинский театр) Александр Рябко («За высокий артистизм в партнёрстве») |                                               |                                                                                   | Жен Дуньшень (Ren Dongsheng) Concerto Concordia (музыка Франсиса Пуленка, хореография Кристофера Уилдона, Голландский национальный балет); Other Stories (программа Венди Вилан и Эдварда Уотсона, Линбёри-театр, Ковент-Гарден) |
| 2017 | Юрий Григорович, Светлана Захарова, Сю-Джин Кан, Джули Кент, Хулио Бокка, Мануэль Легри, Брижит Лефевр, Йорма Эло                                                             | Кристал Пайт, «Канон сезонов» (музыка Антонио Вивальди и Макса Рихтера, Парижская опера) | Людмила Пальеро («Другие танцы» Джерома Роббинса, Парижская опера) Мария Риччетто («Онегин» Джона Кранко, Национальный балет Уругвая) | Юго Маршан (Ромео, «Ромео и Джульетта» Рудольфа Нуреева, Парижская опера) Денис Родькин (Солор, «Баядерка» в ред. Юрия Григоровича, Большой театр) | Марсия Хайде                                  |                                                                                   | |
| 2018 | Юрий Григорович, Борис Эйфман*, Элеонора Абаньято, Самюэль Вюрстен, Николя ле Риш, Дэвид Макаллистер, Тамара Рохо, Нора Эстевес                                               | Дебора Колкер, «Собака без перьев» (музыка Жорже ду Пейше и Берна Сеппас, Компания Деборы Колкер) Юрий Посохов, «Нуреев» (музыка Ильи Демуцкого, Большой театр) | Сэ-Ын Пак («Бриллианты» Джорджа Баланчина, Парижская опера) | Исаак Эрнандес (Базиль, «Дон Кихот» в ред. Михаила Барышникова и Лорана Илера, Римская опера; Джеймс, «Сильфида», Английский национальный балет) Владислав Лантратов (Рудольф Нуреев, «Нуреев» Юрия Посохова, Большой театр) | Наталия Макарова                              | Илья Демуцкий, «Нуреев» (хореография Юрия Посохова, Большой театр)                | Кирилл Серебренников «Нуреев» (музыка Ильи Демуцкого, хореография Юрия Посохова, Большой театр) |
| 2019 | Юрий Григорович, Светлана Захарова*, Дирк Баденхорст | Фредрик Бенке Ридман, («Дуэт с индустриальным роботом», Стокгольмский городской театр) и Кристиан Шпук («Зимний путь», Цюрихский балет) | Эшли Баудер, (Сванильда, «Коппелия» Лео Делиб/ Джордж Баланчин, Нью-Йорк Сити балет) и Элиза Каррильо Кабрера, (Джульетта, «Ромео и Джульетта» Сергей Прокофьев/Начо Дуато, Государственный балет Берлина)                                                                                | Вадим Мунтагиров, (Принц Зигфрид, «Лебединое озеро», Пётр Чайковский/Л. Скарлет, Королевский балет Великобритании) | Иржи Киллиан                                  |                                                                                   | Джон Макфарлейн («Лебединое озеро», Пётр Чайковский/Л. Скарлет, Королевский балет Великобритании) |
| 2021 | Юрий Григорович, Светлана Захарова, Якопо Годани, Хоакин Де Люс, Элизабет Платель, Лили Синь, Эшли Уитер и Эдуард Уотсон                                                      | Юрий Посохов, («Анна Каренина», Илья Демуцкий, Балет Джоффри, Чикаго) | Амандин Альбиссон, (Кармен, «Кармен», Ж. Бизе–Р. Щедрина, балет Парижской оперы) и Екатерина Крысанова, (Жизель, «Жизель», редакция Алексея Ратманского, Большой театр) | Хесус Кармона, («Игра» Х.Рикуэни/Х.Кармона, театр Сэдлерс-Уэллс, Лондон, Фестиваль Latitude) | Антони Доуэлл                                 | Томас Адес                                                                        | Тасита Дин |
| 2023 | Светлана Захарова, Леонид Сарафанов, Гульжан Туткибаева, Тиён Рю, Сесилия Кершь, Фей Бо, Виенгсей Вальдес                                                                     | Вячеслав Самодуров, («Танцемания», Юрий Красавин, Большой театр) | Цю Юньтин, (Татьяна, «Онегин», Пётр Чайковский/Джон Кранко, Национальный балет Китая) и Мисон Кан, (Вдова, «Миринэгил», «Эмоции Кореи», Пхён-гвон Чи / Бинсянь Лю, Юнивёрсал-балет, Сеул)                                                                                                 | Уго Маршан, (Принц Рудольф, «Майерлинг», Ференц Лист/Кеннет Макмиллан, балет Парижской оперы | Михаил Лавровский                             |                                                                                   | |
| 2024 | Светлана Захарова, Патрик Де Бана, Начо Дуато, Юкари Сайто, Тамаш Солимоси, Андрей Уваров, Цюй Цзыцзяо                                                                        | Марко Гёкке, («В Голландских горах», Бела Барток, Иоганнес Брамс, Нидерландский театр танца) | Олеся Новикова, (Аспиччия, «Дочь фараона», Цезарь Пуни/ М. Петипа, Тони Канделоро, Мариинский театр) | Артемий Беляков, (Царь Иван IV, «Иван Грозный», Сергей Прокофьев/Юрий Григорович, Большой театр) и Герго Армин Балажи, (Леон, «Эффект Пигмалиона», Иоганн Штраус II/Борис Эйфман, Венгерский национальный балет, Будапешт) |                                               |                                                                                   | |
| 2025 | Светлана Захарова, Ерлан Андагулов, Жан Гизерикс, Синь Лили, Эстер Нассер, Фарух Рузиматов, Андриан Фадеев                                                                    | Мтутузели Новембер, («Вторая глава», Питер Джонсон, Балет Кейптауна) | Рената Шакирова, (Сванильда, «Коппелия», Лео Делиб/Александр Сергеев, Мариинский театр) | Дмитрий Смилевски, (Принц Дезире, « Спящая красавица», Пётр Чайковский/Мариус Петипа в редакции Юрия Григоровича и Меркуцио, «Ромео и Джульетта», Сергей Прокофьев/Леонид Лавровский в редакции Михаила Лавровского, Большой театр и Джошуа Уильямс, («Вторая глава», Питер Джонсон, Балет Кейптауна) | Юрий Григорович                               |                                                                                   | |

(*) — сопредседатель жюри.

### Приз «Бенуа-Москва — Мясин-Позитано»
- 2015 — Ана Лагуна
- 2016 — Екатерина Крысанова
- 2018 — Мария Кочеткова